# Oberflächenstruktur
Oberflächenstruktur nennt man in der Linguistik allgemein die unmittelbar beobachtbare Gestalt eines Satzes. Mit „Struktur“ ist hier allgemein eine Darstellung gemeint, die die Einzelteile des Satzes und die Art ihrer Verknüpfung zeigt. „Oberflächenstruktur“ ist spezifisch ein Terminus der Generativen Grammatik zur Bezeichnung der Wort- und Satzgliedfolge, die in der Aussprache dann phonetisch realisiert wird. Sie steht im Gegensatz zur Tiefenstruktur, womit eine nur durch theoretische Analyse zugängliche abstrakte Ebene bezeichnet wird, auf der eine systematische Erklärung für das Zustandekommen von Variation in der Oberflächenform ausgedrückt ist. Ein klassisches Beispiel ist die Variation zwischen Aktiv und Passiv: Diese haben verschiedene Oberflächenformen, zu denen die Tiefenstruktur die Gemeinsamkeiten darstellt, die sich auch in ihrer Bedeutungsähnlichkeit niederschlagen.
In einer mehr technischen Perspektive lässt sich sagen, dass der Ausdruck Oberflächenstruktur (engl. surface structure, abgekürzt OS bzw. SS, später S-Struktur) in der Generativen Grammatik bis in die Mitte der 1990er Jahre das Ergebnis der syntaktischen Derivation eines sprachlichen Ausdrucks darstellte. Der Begriff wurde von Noam Chomsky im Rahmen der Generativen Transformationsgrammatik in den späten 1950er Jahren eingeführt. Er bezeichnet die Konstituenten-Strukturen eines wohlgeformten Satzes, der aus einer Tiefenstruktur (engl.: deep structure), d. h. von abstrakten syntaktischen Basiskomponenten und darauf operierenden Transformationsregeln, heraus ableitbar ist.

## Von der Tiefen- zur Oberflächenstruktur
Ein Kerngedanke der generativen Transformationsgrammatik ist, dass Repräsentationen von Sätzen in die Konstituenten (Satzteile, Wortgruppen, Wörter, Silben) zerlegt und anhand allgemeiner Regeln generiert werden. Die Anwendung dieser so genannten Konstituentenanalyse und Phrasenstrukturregeln ergibt eine hierarchische Struktur: die Tiefenstruktur. Das Erzeugen der ersten Ebene bezeichnet man als Basisgenerierung.
Auf der Tiefenstruktur können, je nach Sprache und theoretischen Umfeld, weitere Meta-Regeln, so genannte Transformationen, applizieren. Dabei werden meist die hierarchische bzw. lineare Abfolge der Konstituenten verändert, einzelne Elemente entfernt und neue hinzugefügt (z. B. Konjunktionen, Flexionen). Das Endprodukt dieser Regelanwendungen nennt man Oberflächenstruktur, den Weg von der Tiefen- zur Oberflächenstruktur Derivation.
Es ist wichtig anzumerken, dass es sich bei der Erzeugung der Oberflächenstruktur im Sinne der Generativen Grammatik nicht um die Abbildung eines pragmatischen, alltäglichen Sprachproduktionsprozesses handelt, sondern um die idealisierte Abbildung der hierarchischen Ordnung der abstrakten Bestandteile eines Satzes. Chomskys Modell wurde in den Linguistics Wars kontrovers diskutiert und mehrmals variiert (Siehe Interpretative Semantik).